# مارکوس کورادو
مارکوس کورادو (انگلیسی: Marcos Curado؛ زادهٔ ۹ مهٔ ۱۹۹۵) بازیکن فوتبال اهل آرژانتین است.
از باشگاه‌هایی که در آن بازی کرده‌است می‌توان به باشگاه فوتبال آرسنال ساراندی اشاره کرد.